# Mohamed Haniched
Mohamed Haniched (ur. 30 kwietnia 1968 w Blidzie) – algierski piłkarz występujący na pozycji bramkarza. Trener piłkarski.

## Kariera klubowa
W swojej karierze Haniched występował w zespole US Chaouia.

## Kariera reprezentacyjna
W latach 1993–1997 w reprezentacji Algierii Haniched rozegrał 16 spotkań. W 1996 roku został powołany do kadry na Puchar Narodów Afryki. Wystąpił na nim w meczach z Zambią (0:0), Sierra Leone (2:0), Burkina Faso (2:1) i RPA (1:2), a Algieria zakończyła turniej na ćwierćfinale.